# جيمس د. ويتمور
جيمس د. ويتمور (بالإنجليزية: James D. Whittemore)‏ (و. 1952 – م) هو محامي، وقاضي من الولايات المتحدة الأمريكية.

## التعليم
تعلم في جامعة فلوريدا.